# Komondor (kutyafajta)
A komondor az egyik legismertebb magyar pásztorkutyafajta, amelyet mai formájában a legrégebben tenyésztettek ki. Nevének több magyarázata is van. Valószínűleg a kuman (kun) szóból származik, 1454-ben bukkant fel nyelvemlékeinkben, a Debreceni kódex 1519-ben már kutyanévként említi a kamondort vagy komondort. A szó a türk nyelvekben a kumanokhoz tartozást jelentette.

## Története
A kunlakta vidékek pásztorkutyája lehetett. A komondor valószínűleg a kuvaszhoz hasonlóan őseinkkel a népvándorlás idején került a Kárpát-medencébe, de nem kizárt, hogy a kunok hozták be nagy testű pásztorkutyáikat a 13. század közepén. Ezt bizonyítják részben a romániai helynevek, részben pedig Bökönyi Sándor szíves szóbeli közlése, miszerint az ázsiai sztyeppövezet nagy testű pásztorkutyái kuvasz típusúak, de Ukrajnában - a hajdani Kumániában - ma is komondor típusú pásztorkutyákat találunk. Feladata nem a terelés volt, hanem a kuvaszhoz hasonlóan a nyáj megvédése a ragadozóktól és a tolvajoktól, hiszen őseink legfontosabb vagyontárgya az élő állat volt. Az éjjeli őrködés során a komondort fehér színe segítségével különböztették meg a támadóktól. 
Nevezték gubancos magyar juhászkutyának, selyemszőrű farkasebnek, pusztai komondornak, lompos szőrű komondornak, bagolyszemű komondornak vagy csak egyszerűen komondornak, amely szó a nyelvemlékek szerint mindig a nyájat őrző nagy testű kutyákat jelölte.

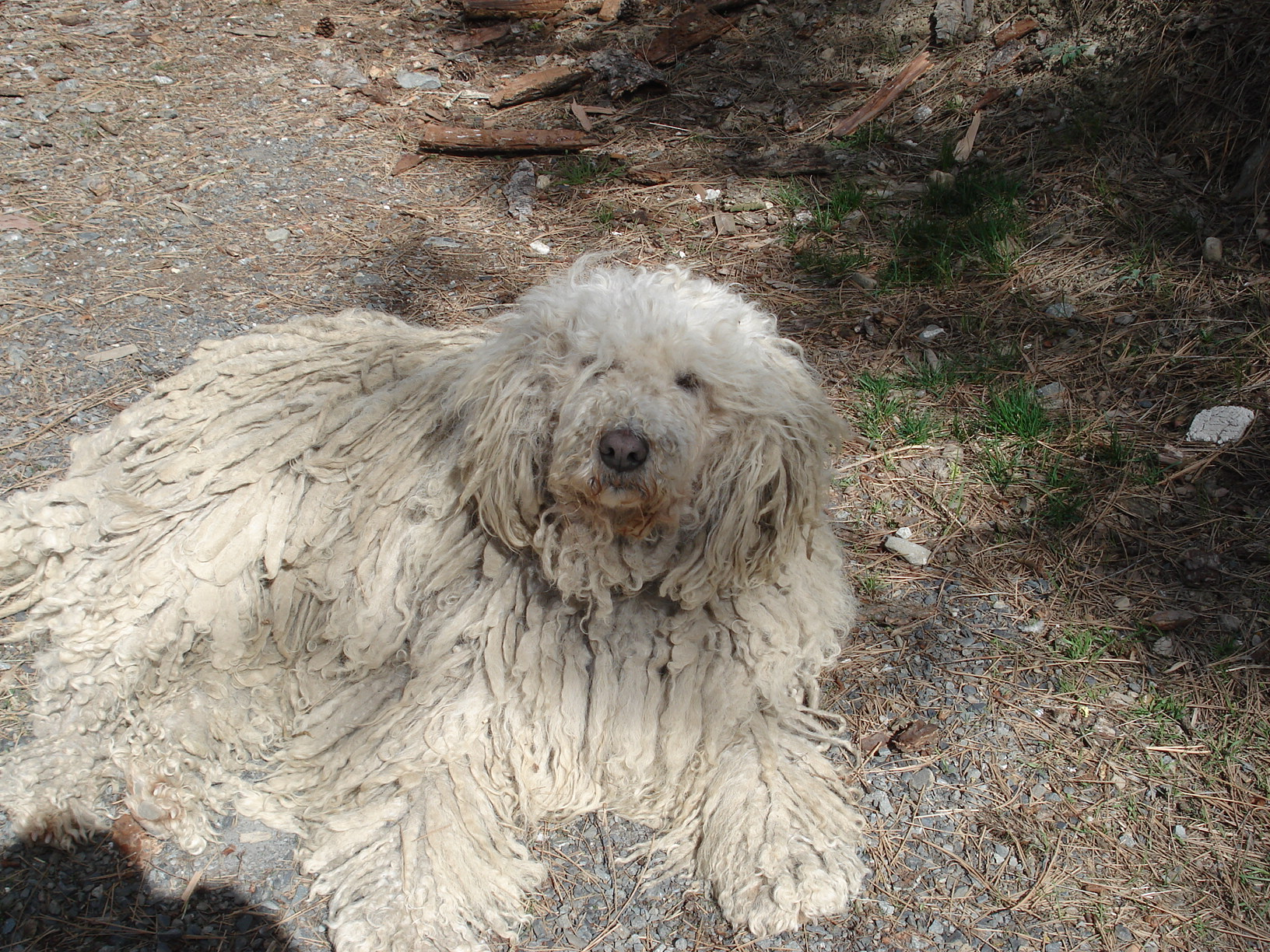

Pethe Ferenc 1815-ben megjelent Természet Históriájában egy rajzot is közöl a kutyáról, amely összetéveszthetetlenül felismerhető. Az első ismert rajz egy nyírt szőrű, vágott fülű, szöges nyakörves kutyát ábrázol. Az első részletesebb jellemzés 1841-ben készült, ekkor a komondor ritka fajtának számított, 1899-ben a szegedi országos kiállításon egyetlen példányt mutattak be. 1909-ben kihalófélben lévő, veszélyeztetett fajtaként említik. A pásztorok nagyra becsülték kutyáikat, igyekeztek fajtatisztán tenyészteni. 1924-ben a magyar fajták közül elsőként megalakult a tenyésztőszervezete, majd 1935-ben elkészült az első standardja, Anghi Csaba munkája, amelyet változtatásokkal 1960-ban fogadott el a Nemzetközi Kinológiai Szövetség. Régebben többféle tájfajtája létezett. Megkülönböztettek erdélyi, kunsági, bakonyi, lompos elnevezésű változatokat. A jelenlegi állomány és a standard alapját Kovásznay Zsigmond, üllői tenyészetének lompos szőrű komondorai alkották.
A második világháborúban a komondorpopuláció ugyanúgy nagy veszteségeket szenvedett el, mint a kuvaszok, és a kollektivizálás időszaka sem tett jót az egyedszámnak. Utána viszont megváltozott a tenyésztés iránya: míg korábban az ősi értékek megőrzésére helyezték a hangsúlyt, később az esztétikai megjelenés vált fontossá. A szőrzet egyre inkább szalagossá, zsinórossá vált, eltűnt a krémszínű árnyalat. Sajnos a küllemi homogenizálást nem követte a belső tulajdonságokra való odafigyelés ezért a komondor állomány viselkedésében erősen heterogén jelleget mutat. Állomány szinten egyre kevesebb egyed mutatja a fajta ősi jó tulajdonságait, a karakánságot, bátorságot, hűséget és méltóságteljességet. A törzskönyvezett egyedszám is lejtmenetben van, míg a kilencvenes években 10000-20000 körüli egyedszámban volt megtalálható a fajta, addigra ez napjainkban a 2000-et sem éri el. A törzskönyv nélküli állomány ennek kb. a kétszerese lehet.

## Külleme és jelleme

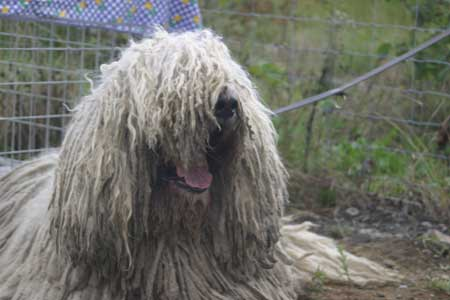

A komondor legfeltűnőbb sajátossága a szőrzete, amelyhez hasonló csak a pulinak és a bergamói pásztorkutyának van. Mérete mellett ez a szőrzet teszi a komondort impozánssá, látványossá. Kialakulásában valószínűleg szerepe volt az ázsiai puszták szélsőséges éghajlatának. Ezért általában a komondornak nincs szüksége házra, csak egy helyre, ahova elhúzódik a csapadék elől. Ápolni nem kell minden nap, elég az összenemezesedett csomókat időnként széttépni, egyébként teljesen öntisztuló. Régen a pásztorok a birkák mellett a komondorról is lenyírták a szőrt, ez a minőségének, úgy látszik, nem ártott. A kiállításon elvárás a nagy szőrzet, a mindennapi életben és a dolgozó kutyákat, egészségi és állatjóléti okokból nyírni szükséges. Jelenleg csak fehér (csontfehér) színben tenyésztik, de régebben létezett sárga, foltos, vadas színű változata is.
Nagy termete ellenére mozgása kimért, elegáns. Aki látott már komondort, nehezen tud szabadulni a látvány varázsától.
Eredeti munkájából kifolyóan nem nagy igényű fajta, ha megvan a megfelelő tér a mozgásához és a gazdai szeretet, tökéletesen jól érzi magát. Az udvar, porta őrzése annyira a vérében van, hogy tanítani sem kell. A területét nappal keveset mozogva, heverészve őrzi, de ébersége egy pillanatra sem lankad, éjszaka viszont állandó mozgásban van, őrjáratozik. A gyanús mozgást hangos, mély hangú ugatással jelzi, és szerencsére igen ritkán ugat feleslegesen. A betolakodókat szembe támadja le, és nem a megsemmisítés, hanem a hatástalanítás a célja. Amíg a gazda meg nem érkezik, addig a rosszindulatú idegen nem moccanhat. 
A komondor, ha helyesen nevelik, nem akarja a dominanciáját bizonyítani gazdájával szemben. Határozott és igazságos nevelést igényel. Kimondottan embercentrikus, szeretetét nem csak gazdájára, hanem a családtagokra és a közeli barátokra is kiterjeszti. Ez nem azt jelenti, hogy a komondor macskaszerűen hízelgő természet. Kimondottan tartózkodó, disztingvált, aki elvárja, hogy tiszteljék önállóságát, szuverén egyéniségét. Idegenekkel a gazda jelenlétében visszahúzódó, esetleg kedveskedő, de ez ne tévesszen meg senkit, ugyan azt az embert a gazda jelenléte nélkül már nem fogja beengedni az őrzött portára.  Mivel pásztorkutya, ezért nem éppen a kiképzők álma, hiszen megszokta, hogy önálló döntéseket hozzon, a számára értelmetlen parancsokat egyszerűen elengedi a füle mellett. Mindent gyorsan tanul, az alkalmazott intelligenciája igen fejlett.  Ennek ellenére igényli a foglalkozást, hiszen így alakulhat ki a gazda és a komondor között egy egészséges kapcsolat.

## Méretei
- Marmagasság: kan: min. 70 cm, általában 72–78 cm; szuka: min. 65 cm, általában 65–70 cm.
- Testtömeg: 40–60 kg
- Alomszám: 5–10 kölyök
- Várható élettartam: 7–14 év

## Rokon fajták
- Délorosz juhászkutya
- Bergamói juhászkutya